# Chunghwa-gun
Chunghwa-gun é uma das 19 regiões administrativas de Pyongyang, capital da Coreia do Norte.